# Símbolo de Pochhammer
Sean z un número complejo y n un número entero, el símbolo de Pochhammer está definido por
{\displaystyle (z)_{n}=z(z+1)(z+2)\cdots (z+n-1);\qquad (z)_{0}=1.}
Si z y z+n no son enteros negativos, entonces
{\displaystyle (z)_{n}={\frac {\Gamma (z+n)}{\Gamma (z)}},}
donde {\displaystyle \Gamma } es la función gamma.
Los símbolos de Pochhammer aparecen en la expansión en series de funciones especiales.

## Propiedades
Algunas de las propiedades de los símbolos de Pochhammer son las siguientes:
{\displaystyle (1)_{n}=n!\quad \mathrm {para\ } n\geq 0,}
{\displaystyle (z)_{n+m}=(z)_{n}(z+n)_{m},\,}
{\displaystyle (-z)_{n}=(-1)^{n}(z-n+1)_{n},\,}
{\displaystyle {z \choose n}=(-1)^{n}{\frac {(-z)_{n}}{n!}}.}

## Aplicaciones
Como se mencionó más arriba, los símbolos de Pochhammer se usan en la expansión en series de potencia de funciones. He aquí un par de ejemplos:
1. El teorema del binomio de Newton puede expresarse:
{\displaystyle (1-t)^{z}=\sum _{k=0}^{\infty }{\frac {(-z)_{k}}{k!}}\,t^{k}\qquad |t|<1}
2. La función hipergeométrica se puede expresar como:
{\displaystyle _{2}F_{1}(a,b;c;z)=\sum _{k=0}^{\infty }{\frac {(a)_{k}(b)_{k}}{(c)_{k}}}{\frac {z^{k}}{k!}}}